# 悉达多讷格尔县
悉達多訥格爾縣（Siddharthnagar district）是印度北方邦的一個縣，位於該國北部，面積2,752平方公里，2011年人口2,553,526，人口密度每平方公里928人。

## 外部連結
- 官方网站